# (9167) Kharkiv
(9167) Kharkiv (1987 SS17) – planetoida z pasa głównego asteroid okrążająca Słońce w ciągu 5,57 lat w średniej odległości 3,14 j.a. Odkryta 18 września 1987 roku.